# Alexander Schallenberg
Alexander Georg Nicolas Christoph Wolfgang Tassilo Schallenberg (Bern, 20 juni 1969) is een Oostenrijkse politicus namens de christendemocratische ÖVP. Sinds december 2021 is hij (opnieuw) minister van Buitenlandse Zaken, een functie die hij tussen juni 2019 en oktober 2021 ook bekleedde. Van 11 oktober tot 6 december 2021 was hij kortstondig bondskanselier van Oostenrijk. sinds 10 januari 2025 is hij opnieuw tijdelijk bondskanselier van Oostenrijk.

## Biografie

### Jeugd
Schallenberg werd in 1969 geboren in de Zwitserse bondsstad Bern. Als zoon van een Oostenrijkse ambassadeur groeide hij op in India, Spanje en Frankrijk. Van 1989 tot 1994 studeerde hij rechten aan de Universiteit van Wenen en aan de Universiteit van Parijs II Panthéon-Assas. Na zijn afstuderen vervolgde hij zijn studie aan het Europacollege tot 1995.

### Loopbaan
Vanaf 1997 was Schallenberg vele jaren werkzaam voor het Oostenrijkse ministerie van Buitenlandse Zaken. Op 3 juni 2019 volgde hij Karin Kneissl op als minister van Buitenlandse Zaken van Oostenrijk. Hij behield deze functie in het kabinet-Kurz II, dat op 7 januari 2020 werd beëdigd.
Toen bondskanselier Sebastian Kurz op 11 oktober 2021 aftrad vanwege een corruptieschandaal, werd Schallenberg benoemd tot de nieuwe bondskanselier van Oostenrijk. Kort daarop kwam hij internationaal in het nieuws door voor de gehele Oostenrijkse bevolking een vaccinatieplicht tegen het coronavirus in te stellen. Oostenrijk was het eerste Europese land dat deze vaccinatie verplichtte.
De ÖVP moest door het vertrek van Kurz op zoek naar een nieuwe partijleider. Schallenberg, die zelf niet de ambitie had om deze taak op zich te nemen, verklaarde het bondskanselierschap aan de nieuwe partijleider te zullen overdragen. Op 3 december 2021 werd minister van Binnenlandse Zaken Karl Nehammer door de partijleiding naar voren geschoven voor de functie. Op 6 december, slechts zeven weken na zijn beëdiging als bondskanselier, trad Schallenberg terug ten gunste van Nehammer. Vervolgens keerde Schallenberg terug als minister van Buitenlandse Zaken.
Na het mislukken van de coalitiegesprekken over een centrumregering zonder de radicaal rechtse FPÖ, die de grootste was geworden bij de parlementsverkiezingen in 2024 trad Karl Nehammer af als bondskanselier. Schallenberg volgt hem als bondskanselier op totdat er een nieuwe regering is gevormd.